# Geragera Bus Monogatari
As Aventuras do Bocas, ou simplesmente O Bocas é uma série de desenhos animados nipo-holandesa  baseada nos quadrinhos de Wil Raymakers e Thijs Willems. A série gira em torno do boi Ollie, que é dono de uma fazenda, que contém todo tipo de criatura conhecida com o seu melhor amigo Ted, uma tartaruga. A série foi produzida pela Telescreen Japan Inc/Teleimage ltd/Meander Studio.  
A primeira emissão foi entre 6 Outubro 1988 e 29 Dezembro 1990, mas foi emitida e reemitida mais tarde em outros territórios, assim como foi reemitida por muitos anos. Outros nomes estrangeiros dados às Aventuras do Bocas são: "Boes", "Funny Farm Madness", "Chuckling Bus Story of Boos", "Mush Hashor" e "Fantazoo". Foram produzidos 102 episódios de 12 minutos cada, contudo estes são usualmente transmitidos em lotes de 24 minutos duplos. 
A versão portuguesa foi primeiramente exibida em 1989 no programa Brinca Brincando da RTP1 e, posteriormente, no programa Agora Escolha conduzido por Vera Roquette. Alguns dos episódios da série Bocas foram editados em VHS nos anos 90. As edições em DVD remontam a 2005, sendo que em Portugal (e Espanha) a publicação/comercialização ocorreu em 2006. Cada DVD dos 8 volumes disponíveis (em Março de 2009) contém 6 episódios e é distribuido em Portugal pela Prisvideo. 
No Brasil, foi exibido pela Rede Globo com o nome de Olé, Ollie. Os nomes dos personagens são os mesmos da versão inglesa.
As aventuras do Bocas ainda continuam a aparecer em colunas de jornais diários e semanais holandeses.

## Títulos Alternativos
- Boes (título holandês)
- Ox Tales (título inglês)
- Chuckling Bus Story of Boes (título inglês alternativo)
- Fantazoo (título italiano)
- Funny Farm Madness (título inglês alternativo)
- げらげらブース物語 (Geragera Bus Monogatari) (título japonês)
- מוש השור (Mush Hashor) (título em hebraico)
- مغامرات بسيط (título árabe)
- O Bocas (título português)
- Olé, Ollie (título brasileiro)
- Bof! (título francês)
- Ollies total verrückte Farm (título alemão)
- Story of the Geragera Bus (título inglês alternativo)
- Μπους Μπους (Boes Boes) (título grego)
- Toribio (título hispano-americano)
- Dyrene på Skovgården (título dinamarquês)
- Djurgården & Bo-Ko (título sueco)
- Oksen Anton (título norueguês)
- Los cuentos del Buey (título espanhol)
- Opowieści Byczka (título polaco)
- Busove Priče (título croata)
- Buš Buš (título esloveno)
- Ödön, az ökör (título húngaro)

## Créditos
Créditos da versão original:
- Director geral: Haramaki Naka
- Uma ideia original de: Wil Raymakers, Thijs Willems
- Realização: Hiroshi Sasagawa
- Argumentos de: Nao Furukawa, Toshi Ôhira

Créditos da versão em Inglês (EUA):
- Produtor executivo: Haim Saban
- Supervisor de produção: Winston Richard
- Directores: Robert Barron, Tom Wyner
- Executivo encarregue da produção: Jerald E Bergh
- Produtor associado: Eric S Rollman
- Supervisor de Script: Tony Oliver
- Música de: Haim Saban & Shuki Levy

- Desenhos das personagens & Ideia original de: Wil Raymakers, Thijs Wilms

Créditos da versão Portuguesa (RTP):
- Direcção de Dobragem: João Lourenço
- Produção: João Mota
- Vozes: Canto e Castro (O Bocas), Irene Cruz (Ted), João Lourenço (outros personagens);
- Tradução: Luísa Rodrigues
- Som: Eduardo Duarte, Carlos Peres

## Letra da Sequência de Introdução
Welke os kan ons iets leren?

Boes Boes

Boes Boes
En een fietsband repareren?

Boes Boes

Boes Boes
Rock 'n Roll en ook nog de Samba

danst hij met je mee
Wie laat zich niet koeioneren?

Boes Boes

Boes Boes
Boes Boes

Boes Boes